# Malcolm Braff
Malcolm Braff (* 10. Juni 1970 in Rio de Janeiro) ist ein Schweizer Jazzpianist und Spieleautor.

## Leben und Wirken
Braff wuchs als Sohn eines Missionars zunächst in Kap Verde und im Senegal auf. Ab dem sechsten Lebensjahr hatte er klassischen Klavierunterricht. 1982 kam er in die Schweiz, wo er bis 1986 an den Musikschulen von Neuchâtel und Genf studierte. Von 1989 bis 1991 studierte er Musikwissenschaft an der Universität Genf und nahm Unterricht bei Thierry Lang, Gaspard Glaus, François Lindemann, Franco D’Andrea und Jacques Demierre.
1991 gründete er sein erstes Jazztrio (Kwartet mit Pascal Portner und Marcello Giuliani), im Folgejahr erschien sein erstes Album als Bandleader. Seit 1994 trat er regelmässig als Bandmitglied oder Solist beim Montreux Jazz Festival auf. 1997 gründete er das Quintett C.O.M.B.O. (mit Bänz Oester, Olivier Clerc, Yaya Ouattara, Matthieu Michel), mit der er zwei Jahre später das Album Together für Blue Note einspielte.
Er leitet seitdem mehrere eigene Formationen: das Trio Braff - Oester - Rohrer, mit dem er zwei Alben einspielte, das Malcolm Braff Trio (mit Alex Blake und Yaya Ouattara), mit dem er das Album Yele aufnahm, das 3IO Quartet mit Patrice Moret und Pascal Portner, das BMG Post Music Trio mit Francois Gallix und Francesco Miccolis, das Tentett Malcolm Braff & TNT und Malcolm Braff & Ensemble Contrechamps.
Weiterhin arbeitet Braff in einem Duo mit Samuel Blaser und ist Mitglied des Erik Truffaz & Malcolm Braff Indian Project, von Andy Scherrers Swiss South African Jazz Quintet, der Bands von Lisette Spinnler und David Brito sowie von Yarnick Barmans Gruppe Kiku et Veto.
Zudem entwickelt er gemeinsam mit Freunden verschiedene Brettspiele. Das 2007 erschienene Spiel Jamaica, das er gemeinsam mit Bruno Cathala und Sébastien Pauchon entwickelte, wurde mit der Essener Feder 2008 ausgezeichnet, stand auf der Empfehlungsliste zum Spiel des Jahres 2008 und wurde für den As d’Or – Jeu de l’Année 2009 nominiert.

## Diskographische Hinweise
- Big Band Aucune Idée Encore, 1992
- Malcolm Braff Combo Together (Blue Note 1999, mit Olivier Clerc, Matthieu Michel, Bänz Oester)
- Pascal Portner, Malcolm Persson Braff, Marcello Giuliani 3io 4tet (Altrisuoni 2000)
- Yele (Unit 2006)
- Malcolm Braff / Bänz Oester / Samuel Rohrer: Walkabout (Unit 2008)
- BraffBlaserDuo: YaY (Fresh Sound 2008)
- Voltage, 2010, mit  Patrice Moret, Marc Erbetta
- Inside (Enja, 2011), mit Reggie Washington und Lukas König sowie Aurélie Emery[2]
- Shijin: Shijin (alter-nativ, 2018), mit Laurent David, Jacques Schwarz-Bart, Stéphane Galland[3]

## Ludographie
- 2006: Animalia (gemeinsam mit Bruno Cathala und Sébastien Pauchon; erschienen bei GameWorks)
- 2007: Jamaica gemeinsam mit Bruno Cathala und Sébastien Pauchon; erschienen bei GameWorks und Asmodée, ausgezeichnet mit der Essener Feder 2008, auf der Empfehlungsliste zum Spiel des Jahres 2008, nominiert für den As d’Or – Jeu de l’Année 2009.
- 2008: Helvetiq (gemeinsam mit Bruno Cathala und Sébastien Pauchon; erschienen bei Helvetiq und RedCut Sàrl)
- 2008: Kimaloé (gemeinsam mit Dominique Ehrhard und Sébastien Pauchon; erschienen bei GameWorks)
- 2010: de/le Belgotron (gemeinsam mit Bruno Cathala und Sébastien Pauchon; erschienen bei Ars Ludi)
- 2017: Jamaica: The Crew (gemeinsam mit Bruno Cathala und Sébastien Pauchon; erschienen bei Ars Ludi; Erweiterung zu Jamaica)
- 2018: Krobs (gemeinsam mit Bruno Cathala und Sébastien Pauchon; erschienen bei GameWorks SàRL)